# Juan Almeida de Sousa e Saa
Juan Almeida de Sousa e Saa fue un teniente portugués que participó en la Guerra de Independencia española.

## Trayectoria
Participó en marzo de 1809 en la reconquista de Vigo. Traído por Joaquín Tenreiro Montenegro (que luego sería conde de Vigo) y con permiso del Marqués de la Romana, fue nombrado General Jefe, mandando más de 40 000 soldados.

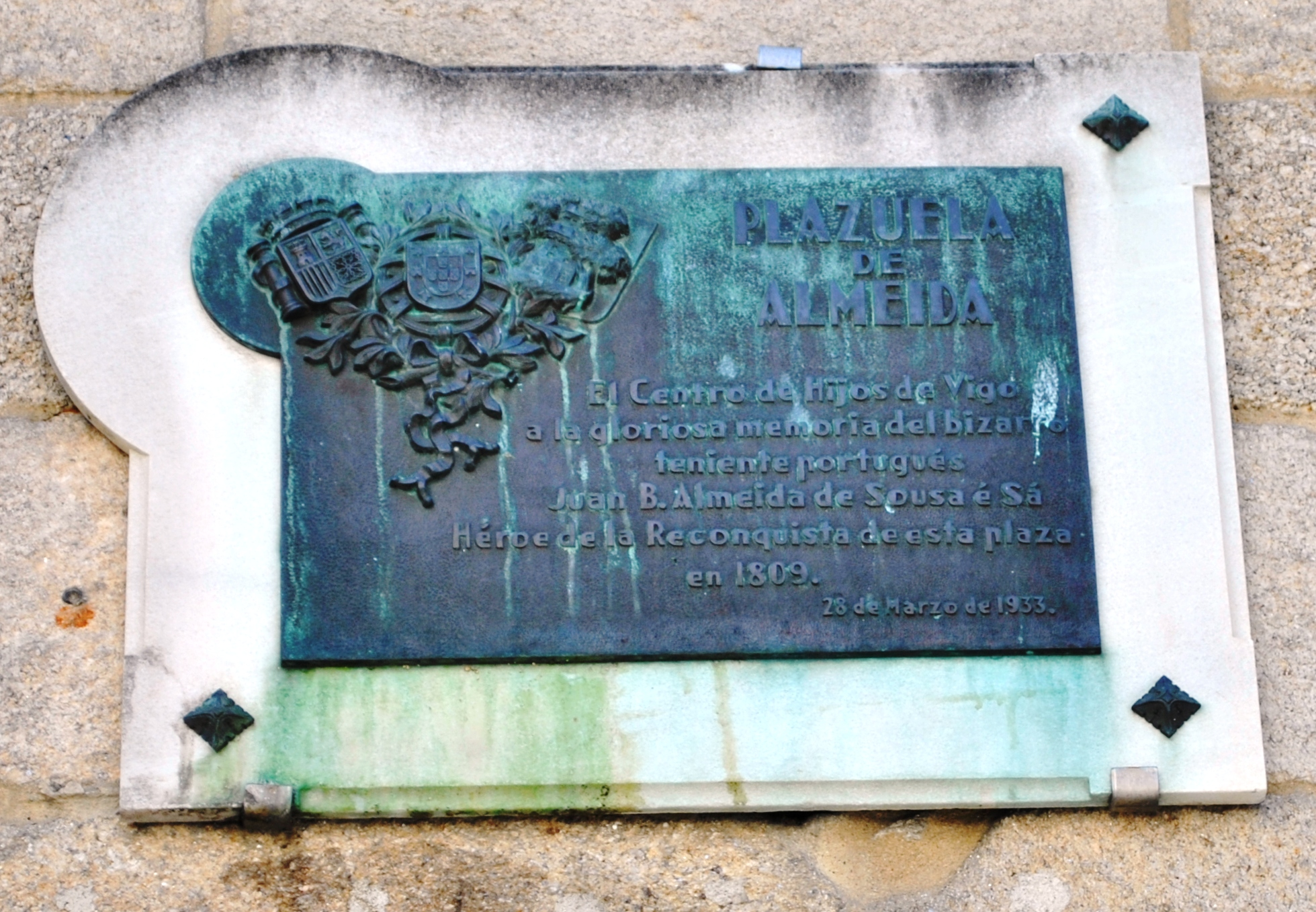
Placa en la Plaza de Almeida, en el Casco Viejo de Vigo.

El Ayuntamiento de Vigo le dedicó el nombre de una de las plazas más antiguas del casco viejo, antes llamada Plaza Vieja y Plaza de las Cebollas, entre la Caller Real y la Calle Méndez Núñez, donde está la Casa Torre de Ceta y Arines, sede del Instituto Camões.